# Vallecalle
Vallecalle est une commune française située dans la circonscription départementale de la Haute-Corse et le territoire de la collectivité de Corse. Le village appartient à la piève de Rosolo, dans le Nebbio.

## Géographie
La commune de Vallecalle est située sur la bordure sud de la cuvette du Nebbio (a Conca di u Nebbiu), à trois kilomètres du col de Santu Stefanu sur la D 62 qui rejoint à Boca Murellu, la RD 81 Saint-Florent – Calvi et qui relie le col aux villages de Vallecalle, Rapale, Pieve, Sorio, San-Gavino-di-Tenda (San Gavinu) et Santo-Pietro-di-Tenda (Santu Petru). Bastia est à 21 km et Saint-Florent (San Fiurenzu) à 16 km. L’altitude moyenne de la commune est de 300 m.
La commune est composée du village de Vallecalle lui-même et des deux hameaux de Pruneta et de Fusaghia reliés entre eux par l’église paroissiale Saint-Paul située sur un promontoire à égale distance des trois agglomérations.

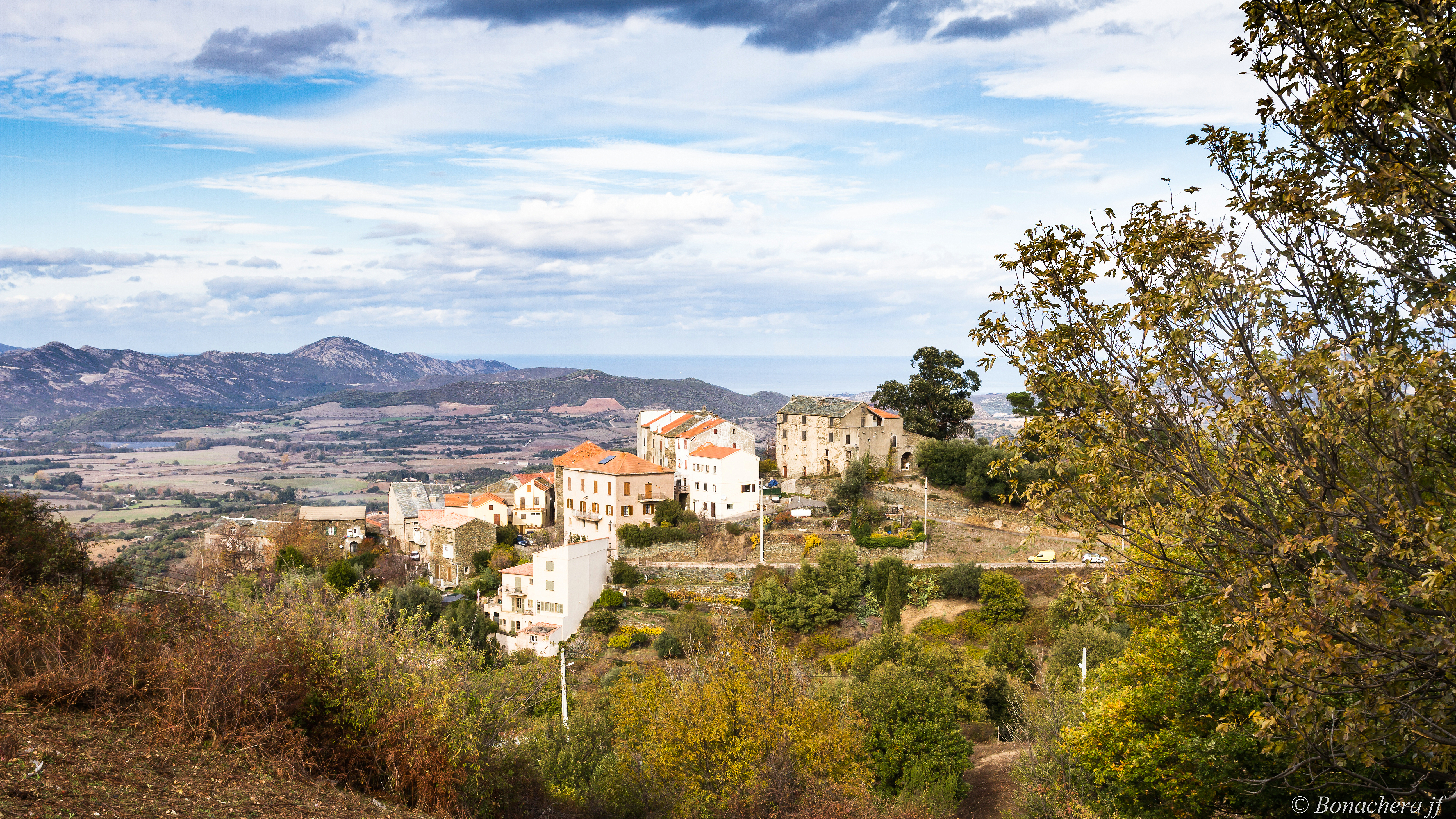
Vallecalle : vue du hameau Nord (Capanella ?).

Le nom de Vallecalle a été orthographié Valle Calde par Mgr Agostino Giustiniani dans sa liste des pieve qu’il dressa dans sa Descrizione della Corsica (début du XVIe siècle). Dans les registres paroissiaux datant du XVIIIe siècle, il est orthographié Valle Calle ou Belecale ce qui correspondrait à une transcription de la langue parlée.
Certains traduisent ce nom par « vallée chaude. » D’autres estiment qu’il pourrait signifier « passage des troupeaux » ce qui se justifierait par la situation du village à mi-distance entre la plaine et la montagne sur les itinéraires de transhumance.
Le village est bâti sur un éperon relié au plateau de Cherma et à la bordure de la cuvette. Il surplombe la plaine du Nebbiu.
L'agglomération principale est située au carrefour de l'ancien sentier reliant les villages, depuis Santu-Pedru jusqu'à Bastia à travers le col de Santu-Stefanu, au sentier rejoignant Saint-Florent à travers la plaine.

## Urbanisme

### Typologie
Au 1er janvier 2024, Vallecalle est catégorisée commune rurale à habitat très dispersé, selon la nouvelle grille communale de densité à sept niveaux définie par l'Insee en 2022.
Elle est située hors unité urbaine. Par ailleurs la commune fait partie de l'aire d'attraction de Bastia, dont elle est une commune de la couronne,. Cette aire, qui regroupe 93 communes, est catégorisée dans les aires de 50 000 à moins de 200 000 habitants,.

### Occupation des sols
L'occupation des sols de la commune, telle qu'elle ressort de la base de données européenne d’occupation biophysique des sols Corine Land Cover (CLC), est marquée par l'importance des forêts et milieux semi-naturels (77,3 % en 2018), une proportion identique à celle de 1990 (77,1 %). La répartition détaillée en 2018 est la suivante : 
milieux à végétation arbustive et/ou herbacée (75,3 %), zones agricoles hétérogènes (15,7 %), prairies (7 %), forêts (2 %). L'évolution de l’occupation des sols de la commune et de ses infrastructures peut être observée sur les différentes représentations cartographiques du territoire : la carte de Cassini (XVIIIe siècle), la carte d'état-major (1820-1866) et les cartes ou photos aériennes de l'IGN pour la période actuelle (1950 à aujourd'hui).

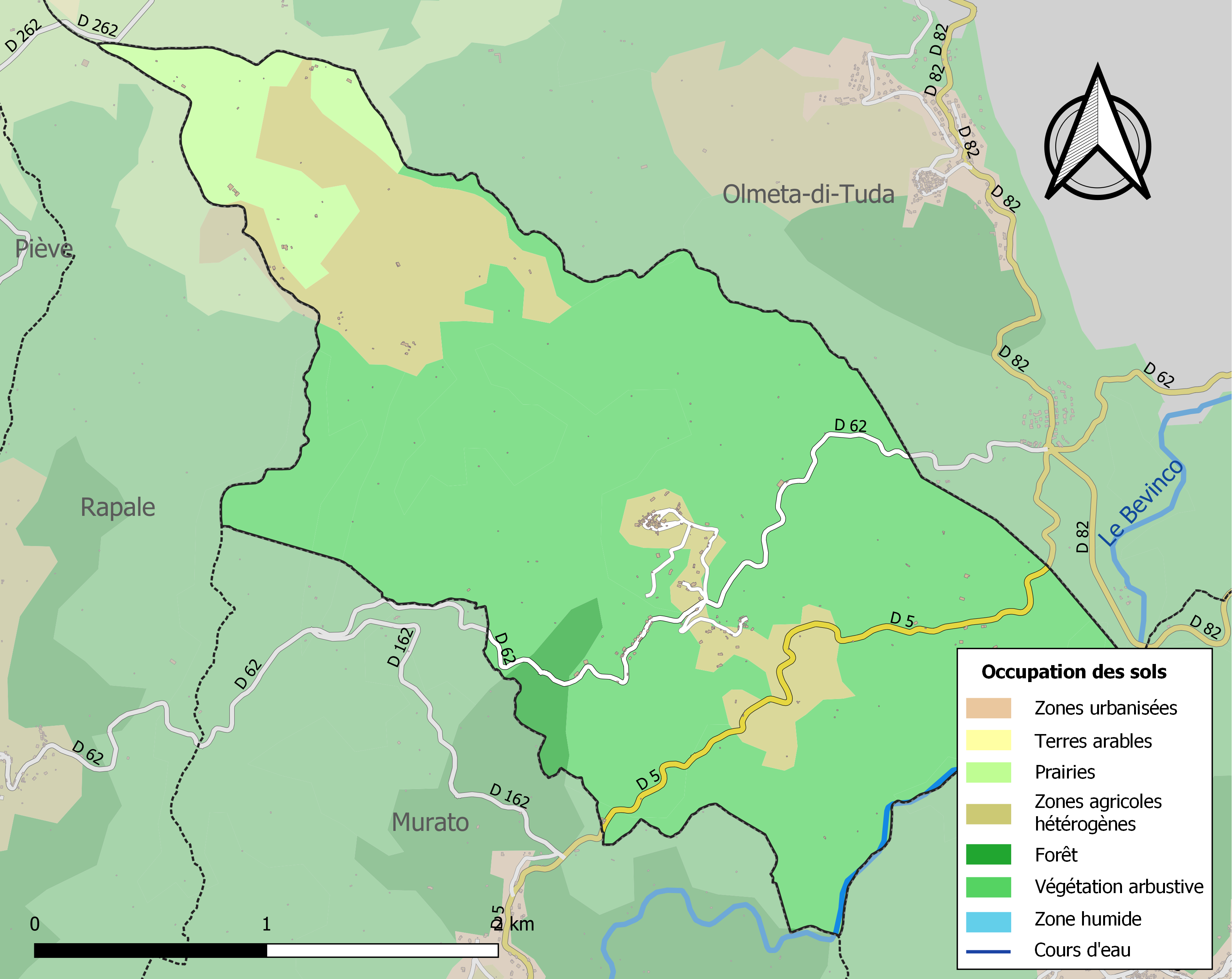
Carte des infrastructures et de l'occupation des sols de la commune en 2018 (CLC).

## Politique et administration

### Liste des maires
| Période                                  | Période  | Identité        | Étiquette | Qualité                    |
| ---------------------------------------- | -------- | --------------- | --------- | -------------------------- |
| mars 2001                                | En cours | Charles Bellini | DVD       | Retraité de l'enseignement |
| Les données manquantes sont à compléter. |          |                 |           |                            |

## Démographie
L'évolution du nombre d'habitants est connue à travers les recensements de la population effectués dans la commune depuis 1800. Pour les communes de moins de 10 000 habitants, une enquête de recensement portant sur toute la population est réalisée tous les cinq ans, les populations de référence des années intermédiaires étant quant à elles estimées par interpolation ou extrapolation. Pour la commune, le premier recensement exhaustif entrant dans le cadre du nouveau dispositif a été réalisé en 2006.

En 2022, la commune comptait 163 habitants, en évolution de +18,12 % par rapport à 2016 (Haute-Corse : +5,15 %, France hors Mayotte : +2,11 %).
| 1800 | 1806 | 1821 | 1831 | 1836 | 1841 | 1846 | 1851 | 1856 |
| ---- | ---- | ---- | ---- | ---- | ---- | ---- | ---- | ---- |
| 277  | 317  | 504  | 325  | 330  | 357  | 367  | 359  | 323  |

| 1861 | 1866 | 1872 | 1876 | 1881 | 1886 | 1891 | 1896 | 1901 |
| ---- | ---- | ---- | ---- | ---- | ---- | ---- | ---- | ---- |
| 367  | 347  | 358  | 325  | 336  | 407  | 306  | 289  | 279  |

| 1906 | 1911 | 1921 | 1926 | 2006 | 2011 | 2016 | 2021 | 2022 |
| ---- | ---- | ---- | ---- | ---- | ---- | ---- | ---- | ---- |
| 296  | 503  | 505  | 506  | 103  | 112  | 138  | 155  | 163  |

Actuellement, la population résidente ne dépasse guère les 100 habitants. Après avoir connu une population de 257 habitants au recensement de 1789 - ce qui était déjà élevé pour l’époque – la commune de Vallecalle a connu une extraordinaire expansion, au lendemain de la  Première Guerre mondiale – plus de 500 habitants au recensement de 1923 – malgré la disparition d’une vingtaine de jeunes Vallecallais pendant les années de guerre (à signaler aussi, qu'à la fin du siècle dernier, un certain nombre de Vallecallais s'expatrièrent vers le Nouveau Monde : États-Unis, Porto-Rico, Venezuela).
Dans les années trente, 70 enfants environ étaient scolarisés dans la commune même, sept petits commerces fonctionnaient également : trois épiceries, trois cafés, un cordonnier.
Par la suite, les commerces ont disparu et l’école a définitivement fermé ses portes à la fin des années cinquante.
Actuellement l’approvisionnement des familles du village est réalisé par l’intermédiaire de commerçants itinérants venant des grosses agglomérations alentour (Murato, Santu Pedru, Saint-Florent).
Le service postal est assuré par le préposé de l’agence postale située à Olmeta-di-Tuda, à 5 km par le col de Santu Stefanu.

## Lieux et monuments

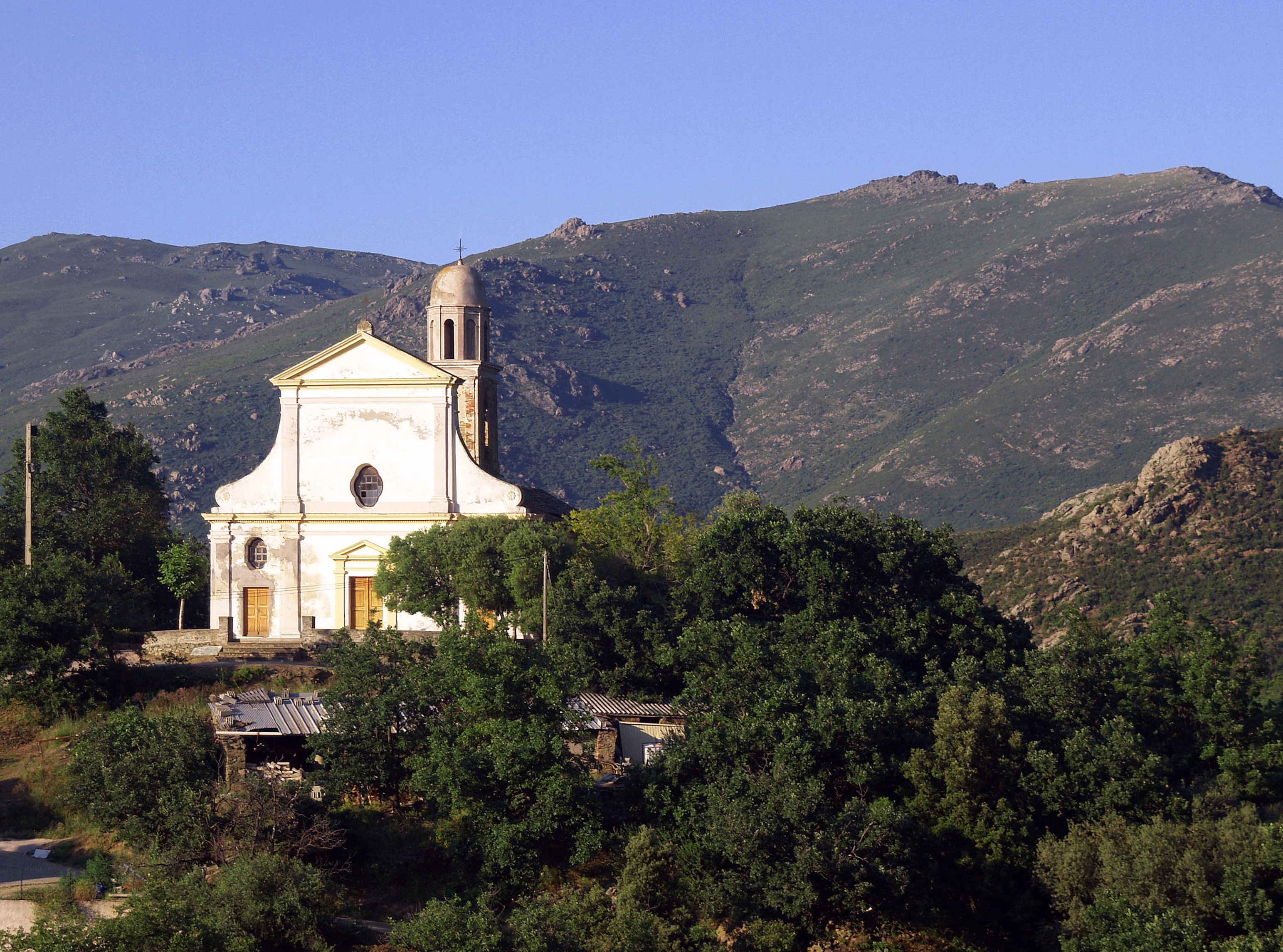
Église Saint-Paul.

L'église Saint-Paul (San Paolo) est située à 349 m d'altitude, au carrefour de la route du village et de la D 62 qui relie les Agriates à Casatorra (Biguglia) au sud de Bastia, en passant par le défilé du Lancone.

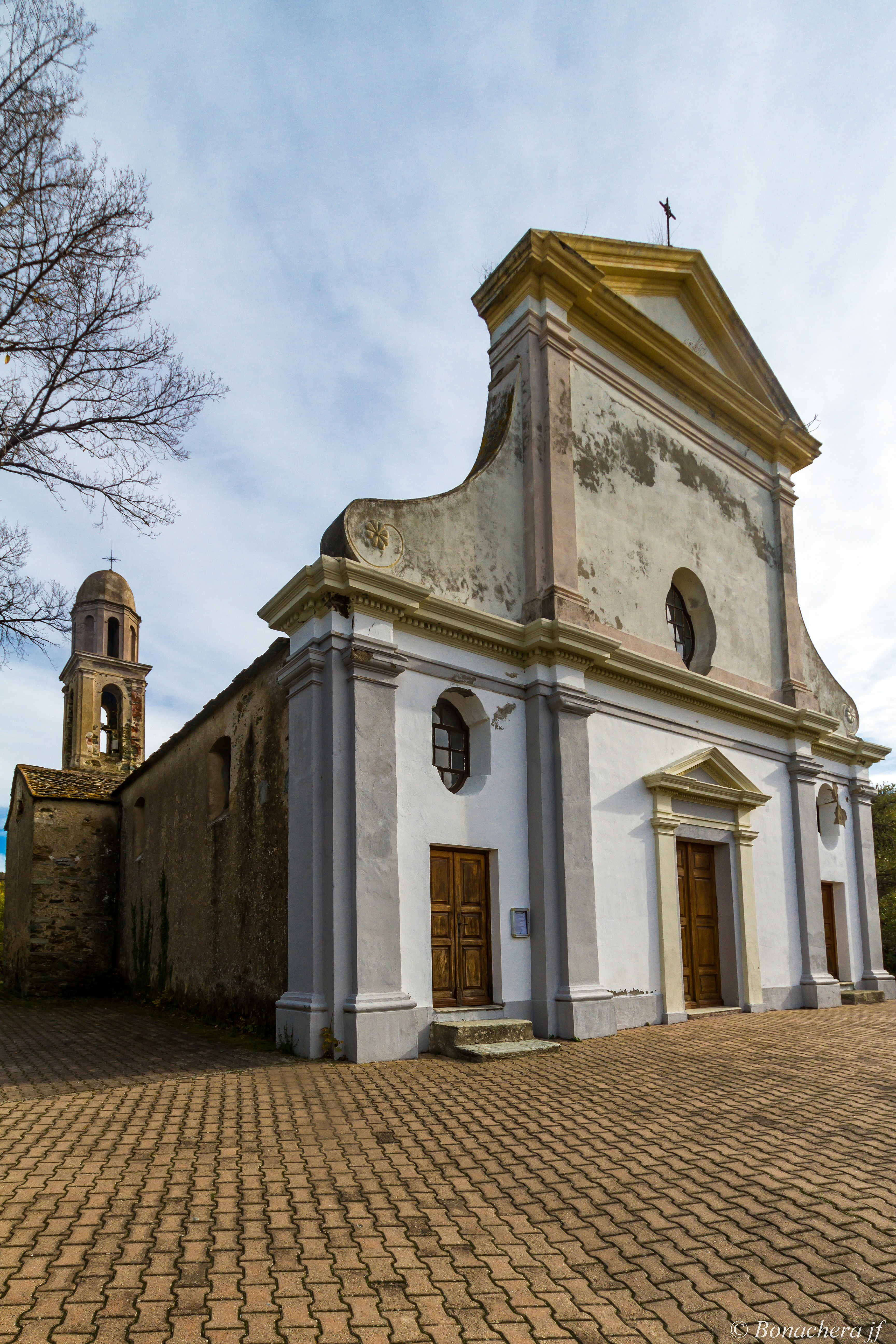
L'église San Paolo de Vallecalle.